# Ranunculus uncinatus
Ranunculus uncinatus D. Don – gatunek rośliny z rodziny jaskrowatych (Ranunculaceae Juss.). Występuje naturalnie w zachodniej części Ameryki Północnej. 

## Rozmieszczenie geograficzne
Rośnie naturalnie w zachodniej części Ameryki Północnej. W Kanadzie został zaobserwowany w Kolumbii Brytyjskiej oraz zachodniej części Alberty. W Stanach Zjednoczonych występuje w południowej Alasce, w Kolorado, Idaho, Montanie, Oregonie, w stanie Waszyngton, Wyoming, Kalifornii, w północnym Nowym Meksyku oraz w północno-zachodniej części Arizony. 

## Morfologia
PokrójBylina.
LiścieSą trójdzielne lub trójlistkowe. W zarysie mają kształt od sercowatego do nerkowatego, złożone z lancetowatych lub eliptycznych segmentów. Mierzą 2–5,5 cm długości oraz 3–8,5 cm szerokości. Liść jest na brzegu całobrzegi lub karbowany.
KwiatyMają 5 eliptycznych działek kielicha, które dorastają do 2–4 mm długości. Mają 5 odwrotnie owalnych i żółtych płatków o długości 2–4 mm.
OwoceNagie niełupki o odwrotnie jajowatym kształcie i długości 2–3 mm. Tworzą owoc zbiorowy – wieloniełupkę o kulistym kształcie i 4–7 mm długości.

## Biologia i ekologia
Rośnie w podmokłych lasach i łąkach. Występuje na wysokości do 3400 m n.p.m. Kwitnie od kwietnia do sierpnia. 